# Geissospermum fuscum
Geissospermum fuscum är en oleanderväxtart som beskrevs av F. Markgraf. Geissospermum fuscum ingår i släktet Geissospermum och familjen oleanderväxter. Inga underarter finns listade i Catalogue of Life.